# Friedrich Schenker (Politiker)
Friedrich Schenker (* 28. Februar 1810 in Boningen; † 13. April 1873 in Solothurn) war ein Schweizer Jurist und Politiker aus dem Kanton Solothurn.
Nach Studium und Anwaltstätigkeit wurde er 1837 Oberamtmann der Bezirke Dorneck/Thierstein. Bereits 1839 wählte man ihn dann zum Gerichtspräsidenten derselben Bezirke. 1851 wechselte er ins Gerichtspräsidium des Bezirks Balsthal und 1854 ins Gerichtspräsidium Solothurn/Lebern; während dieser Phase in Solothurn war er zusätzlich noch Präsident des kantonalen Kriminalgerichts. Nach wiederum nur drei Jahren in diesen Ämtern wurde er ins Exekutivamt des Regierungsrats gewählt, wo er bis 1869 verblieb. Danach wurde er Direktor der Solothurnischen Hypothekarkasse. 
Nebenberuflich war Schenker insgesamt 17 Jahre Kantonsrat und vier Jahre Ständerat. 1855/56 war er massgeblich beteiligt an der damaligen kantonalen Verfassungsrevision. Er politisierte ursprünglich bei den eher liberal-konservativ eingestellten Altliberalen (den „Grauen“), wechselte jedoch im Rahmen dieses Verfassungskampfes zu den Radikalliberalen (den „Roten“). 